# Suzuki DR 400
Pour les articles homonymes, voir DR-400.
La 400 DR est un modèle de moto de type trail du constructeur japonais Suzuki.
C'est le premier DR (pour Dual Ride) de la large gamme de trails monocylindres à quatre temps Suzuki incluant notamment les DR 125, 600 et 650.

## DR 400
La 400 DR apparaît en 1979. Elle remplace la 370 SP. Pour obtenir cette cylindrée, le moteur adopte un alésage de 88 mm. Ce modeste monocylindre développe 25 ch à 7 600 tr/min.
Le freinage est assuré par des tambours simple came, de 160 mm à l'avant et de 150 mm à l'arrière.
Elle reste au catalogue Suzuki jusqu'en 1984, remplacée alors par la 500 DR.

## DRZ 400
En 2000, Suzuki commercialise en France le trail sportif DRZ 400 S et une version enduro non homologuée DRZ 400 Y (kick uniquement).
Tout comme le modèle des années 1980, le moteur reste un monocylindre à quatre temps. D'une cylindrée de 398 cm3 (90 × 62,5 mm), il adopte un refroidissement liquide. Il est alimenté par un carburateur Mikuni de 36 mm de diamètre. La puissance du modèle S est de 40 ch à 7 600 tr/min, tandis que la version enduro revendique 8 ch supplémentaires grâce notamment à l'adoption d'un carburateur Keihin FCR de 39 mm, d'une boite à air plus ouverte et d'une ligne d'échappement de plus gros diamètre. Le couple est de 3,9 kg m à 6 600 tr/min.
Le cadre est un simple berceau en acier au chrome-molybdène dédoublé sous le moteur.

Le freinage est assuré par deux simples disques, de 250 mm à l'avant et de 240 mm à l'arrière, pincés par des étriers respectivement double et simple pistons.

La fourche télescopique fait 49 mm de diamètre. Le monoamortisseur est réglable.
L'empattement est de 1 485 mm et la hauteur de selle de 935 mm. L'ensemble pèse 132 kg à sec.
Malgré ses nombreuses qualités et un prix de vente très raisonnable, il faudra attendre 2005 et l'apparition de la version supermotard pour que ce modèle connaisse un certain succès.

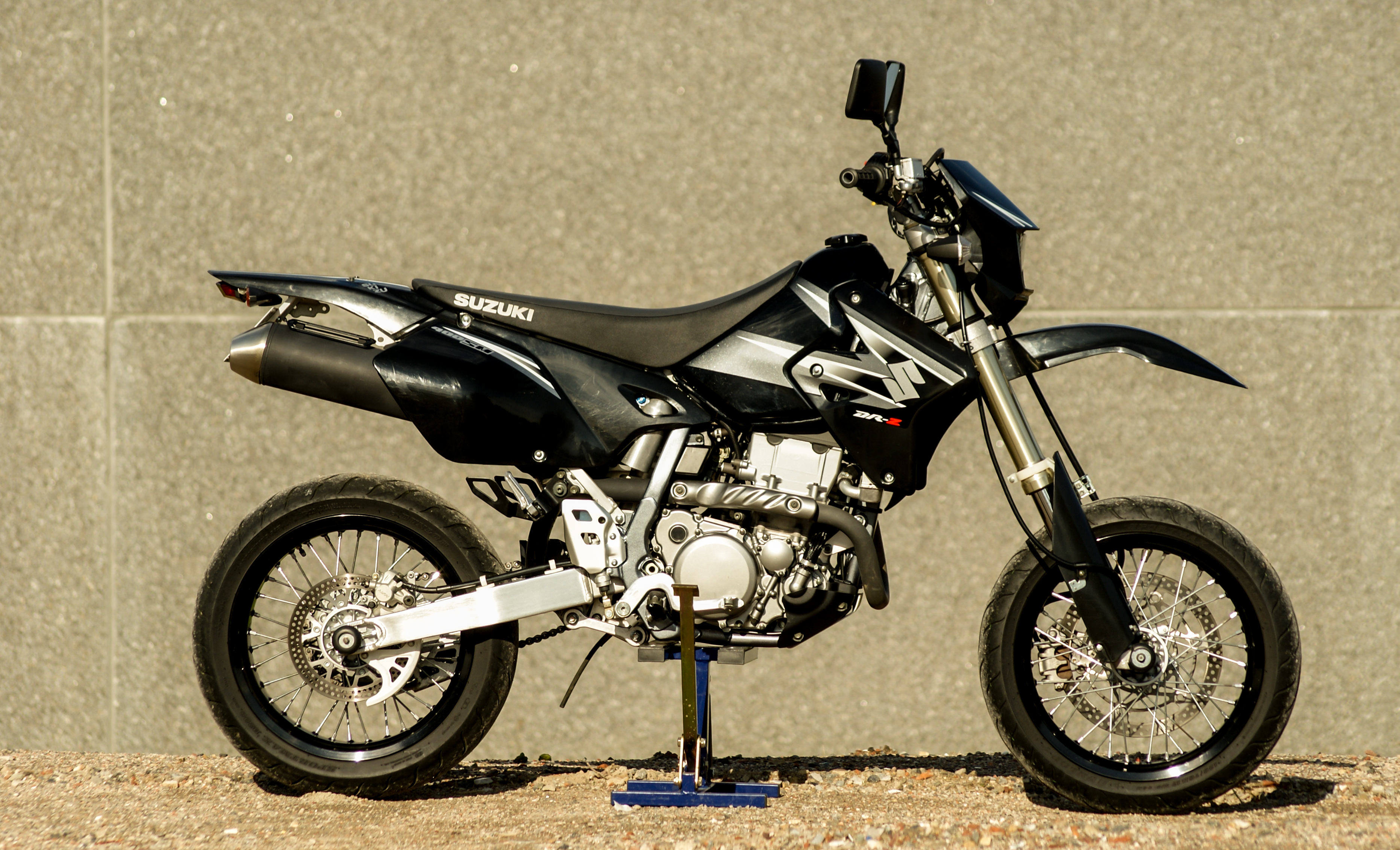
DRZ 400 SM 2007.

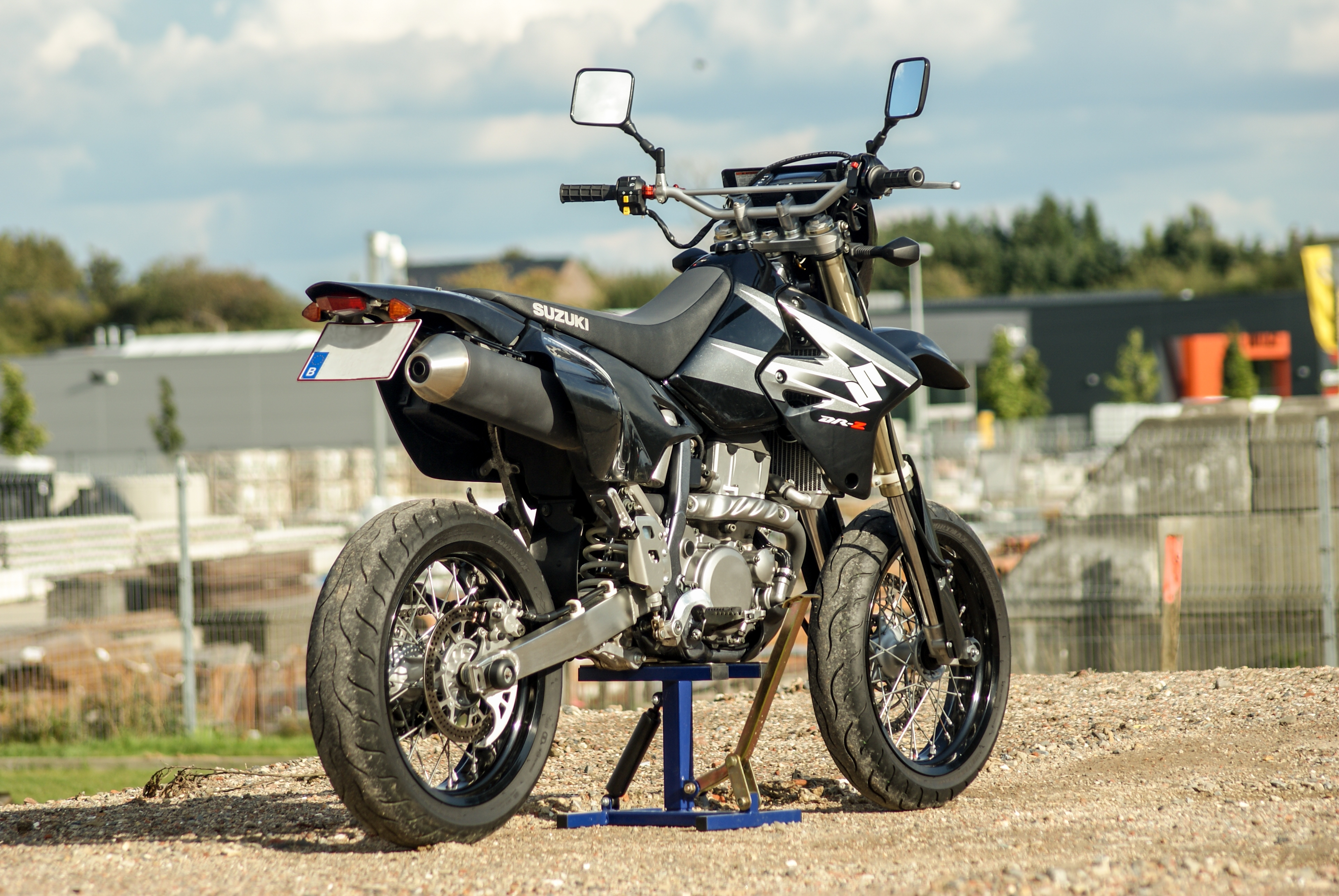
DRZ 400 SM 2007.

Ce modèle appelé « DRZ 400 SM » utilisait un moteur du modèle S.
Son poids à sec est de 134 kg. Le frein avant passe à 310 mm de diamètre avec un étrier à quatre pistons. La fourche passe à 47 mm. Les deux roues font 17 pouces.

## Utilisateurs militaires
- Espagne : La version DRZ 400S équipe l'armée espagnole.